# Petrișor Militaru
Petrișor Militaru (n. 2 ianuarie 1981, Balș, România) este un poet, eseist, crtitic literar, redactor de carte la Editura Aius din Craiova și redactor-șef la revista Mozaicul. Este lector asociat la Facultatea de Litere a Universității din Craiova și membru al Uniunii Scriitorilor din România Filiala Craiova.

## Educație
A urmat Liceul Teoretic „Tudor Arghezi”, Dolj, pe care l-a absolvit în 2000. Și-a continuat studiile la Facultatea de Litere a Universității din Craiova. În 2010 a obținut titlul de doctor în filologie al Universității din Craiova, cu teza intitulată Ipostaze ale îngerului în poezia română. Imaginație poetică și imaginar antropologic sub îndrumarea prof. univ. dr. Marin Beșteliu.

## Activitate
A debutat ca poet în 2005, cu volumul Oaspetele impar, iar în 2012 a debutat în istorie și critică literară cu volumul Prezențe angelice în poezia română, prima investigație românească sistematică de angelologie literară. Petrișor Militaru a inițiat un program de amploare privind recuperarea editorială și exegetică a cărților avangardei, prin coordonarea colecției Avangarde, care este axată pe ideile novatoare ale avangardiștilor români sau de origine română consacrați în străinătate.
Este inițiator al proiectului „Craiova și avangarda europeană” (2013-2017), desfășurat sub egida Casei de Cultură „Traian Demetrescu”. A colaborat la Caietele Avangardei, publicație editată de Muzeul Național al Literaturii Române.
În 2016 a susținut o comunicare științifică la Colocviul internațional Dada - Reverberații în secolul XX, organizat de Primăria Municipiului București și Muzeul Național al Literaturii Române, în colaborare cu Biblioteca Academiei Române, Fundația Națională pentru Știință și Artă și Institutul Cultural Român.
Preocupat de caractersiticile și liniile definitorii ale manifestărilor din literatura română suprarealistă, precum și de autorii din avangarda literară din România, Petrișor Militaru a realizat studii și cercetări despre Gellu Naum, Gherasim Luca, Constantin Nisipeanu, Geo Bogza, Sașa Pană și alți autori români. De asemenea, o preocupare constantă în scrierile și cercetările sale este orientată spre Victor Brauner, căruia i-a dedicat numeroase colocvii și simpozioane, inclusiv volumul omagial publicat în 2023 Victor Brauner 120, care completează imaginea de ansamblu asupra fenomenului avangardei din România.

## Volume publicate
- Oaspetele impar (versuri, Editura Scrisul Românesc, 2005)
- Prezențe angelice în poezia română (Prefață de Cătălin Ghiță, Aius, 2012)
- Știința modernă, muza neștiută a suprarealiștilor (Prefață de Basarab Nicolescu, Curtea veche, 2012)
- Portretul poemului la tinerețe (eseuri, Herg Benet, 2016)
- Victor Brauner 120 (Prefață de Emil Nicolae, Editura Aius, 2023)

În cadrul proiectului „Craiova și avangarda europeană” a coordonat o serie de volume:
- Basarab Nicolescu: sub semnul septenarului (împreună cu Luiza Mitu, Editura Aius, 2012)
- Centenar Gherasim Luca (Editura Aius, 2013)
- Suprarealismul lui D. Trost (Universitaria, 2014)
- Centenar Gellu Naum (împreună cu Luiza Mitu și Daniela Micu, Editura Aius, 2016)
- Centenar Dada (împreună cu Luiza Mitu, Editura Aius, 2017)
- Virgil Teodorescu si suprarealismul european (împreună cu Gabriel Nedelea și Silviu Gongonea, Editura Universitaria)
- Sașa Pană și revista avangardista unu (împreună cu Cătălin Davidescu, Editura Aius, 2019)
- Adrian Marino la centenar (împreună cu Maria Dinu, Editura Aius, 2021)

### Ediții critice îngrijite:
- M. Blecher, Corp transparent (prefață și dosar critic, Editura Aius, 2014)
- Sașa Pană, Opera poetică (studiu introductiv și dosar critic, Editura Aius, 2015)
- Constantin Nisipeanu, Opera poetică (prefață și dosar critic, Editura Aius, 2017)
- Moldov, Repertoriu (prefață și dosar critic, Editura Aius, 2017)
- Madda Holda, Cărți de vizită (prefață și dosar critic, Editura Aius, 2017)

## Premii literare
Filiala Craiova a Uniunii Scriitorilor din România i-a acordat Premiul pentru debut în poezie pe anul 2005 pentru volumul Oaspetele impar, apărut în 2004 la Editura „Scrisul Românesc”.
La Colocviul Național Studențesc „Mihai Eminescu“, ediția a XXXI-a, desfășurat la Iași în perioada 19-22 mai 2005, a obținut Premiul I pentru lucrarea Pânza de păianjen - simbol, metaforă și matrice compozițională în „Sărmanul Dionis” de Mihai Eminescu.
Revista Mozaicul i-a acordat în 2012 Premiul „Tiberiu Iliescu” pentru eseu (istorie și critică literară), pentru volumul Prezențe angelice în poezia română.
La Gala Premiilor APLER (Asociația Publicațiilor Literare și Editurilor din România) din 2020, Petrișor Militaru împreună cu Cătălin Davidescu au primit Premiul special pentru critică și istorie literară pentru volumul Sașa Pană și revista avangardistă „unu”, apărut la Editura Aius.